# Nachi (navire)
Le Nachi (那智) est le premier des quatre croiseurs lourds de 10 000 tonnes de la classe Myōkō construits au titre du Nouveau Programme de Renforcement de 1923, à avoir été mis en service par la Marine impériale japonaise. Il a été commandé à l'Arsenal de Kure et construit de 1924 à 1928. Modernisé en 1936 et en 1940, il a pris une part active, de 1937 à 1944, aux opérations navales de la Marine impériale japonaise, pendant la seconde guerre sino-japonaise, puis pendant la guerre du Pacifique. Il a été coulé par l'aviation embarquée américaine en baie de Manille, le 5 novembre 1944.

## Arrière-plan et caractéristiques

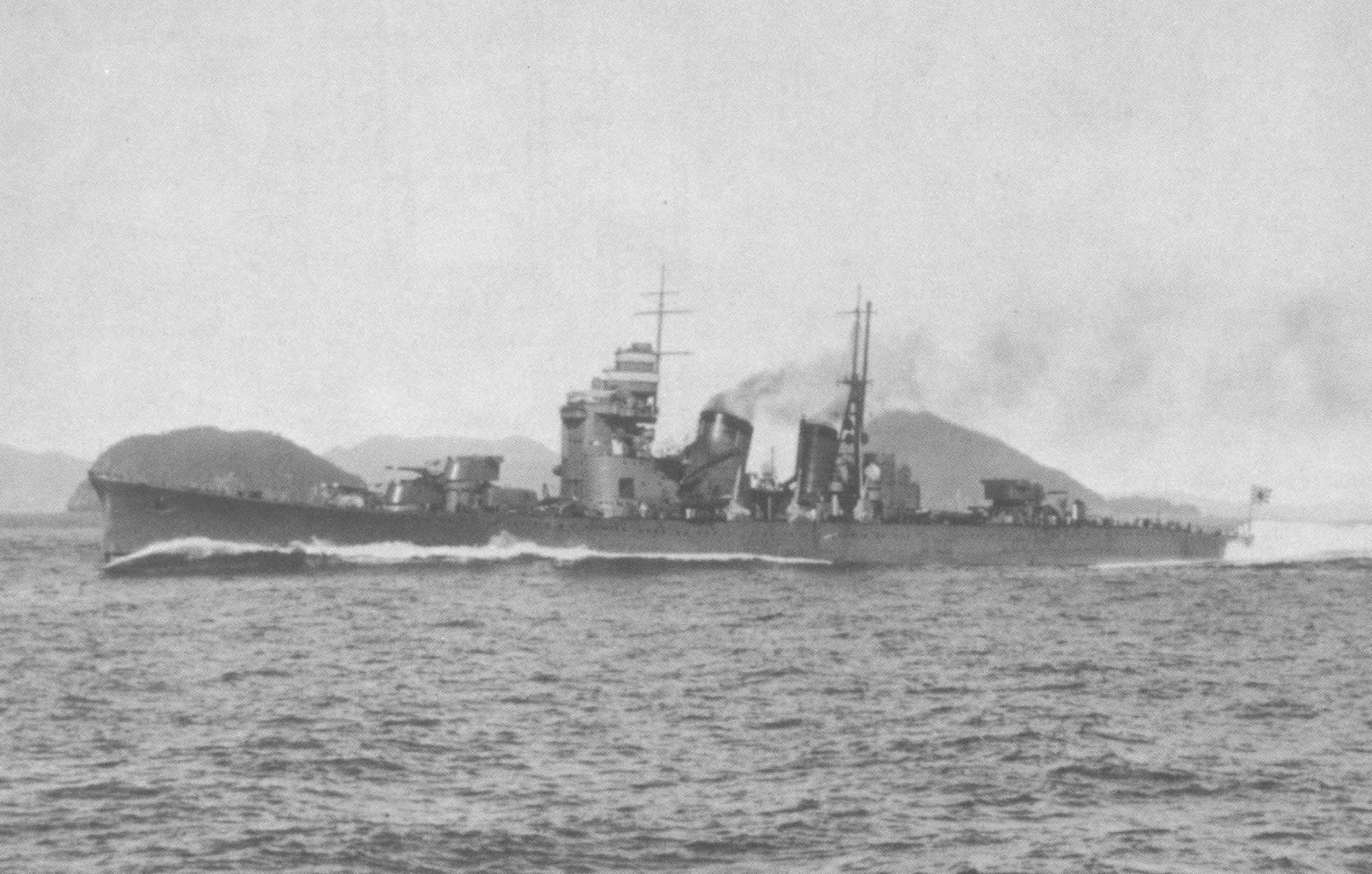
Le croiseur Nachi en 1929

Le Nachi a été construit à l'Arsenal de Kure, mis sur cale le 26 novembre 1924, lancé le 15 juin 1927, soit respectivement un an et deux mois après le Myōkō et admis au service actif, le 28 novembre 1928, soit sept mois avant le Myōkō, afin de le faire participer, avec les quatre croiseurs des classes Furutaka et Aoba à la revue navale à l'occasion du couronnement de l'empereur Hirohito.
Les quatre croiseurs construits de 1922 à 1927, sur les plans du contre-amiral Hiraga (les classes Furutaka et Aoba), étaient armés, de six canons de 200 mm, et quatre pièces simples de 120 mm, ils portaient un blindage de ceinture de 75 mm, et filaient 34,5 nœuds, pour un déplacement de 8 000 à 9 000 tonnes. La décision a été prise ensuite de construire des bâtiments plus puissants, mieux protégés, utilisant pleinement la possibilité offerte d'un déplacement maximum de 10 000 tonnes anglaises de 1 016 kg, selon les stipulations du traité de Washington de 1922.
Les quatre croiseurs qui ont alors été construits, la classe Myōkō, également conçus par Yuzuru Hiraga, promu vice-amiral en 1925, se sont différenciés des bâtiments précédents, principalement par une longueur accrue d'environ 18 mètres, ce qui a permis d'accroître l'artillerie principale de six à dix canons, avec deux tourelles doubles superposées à l'avant, une troisième tourelle double ne tirant qu'en abord devant le bloc passerelle, et deux tourelles doubles superposées à l'arrière. Leur artillerie secondaire de 120 mm a été constituée de six pièces simples, soit un renforcement de 50 % par rapport à la classe Aoba, le blindage de ceinture porté de 75 mm à 100 mm, et la propulsion développant une puissance de 130 000 ch assurait une vitesse maximale de 35½ nœuds. Le déplacement “standard” censé respecter la limite maximum de 10 000 TW était en réalité de 10 940 TW,.
Le Nachi reçut comme ses sister-ships une première modernisation en 1936, qui a consisté à remplacer les canons de 200 mm 1 GÔ (Mark I)par des canons de 203 mm 2 GÔ (Mark II), et à remplacer, pour l'artillerie secondaire, les six pièces simples de 120mm, par quatre affûts doubles de 127mm type 89 . La Défense Contre Avions a été renforcée par quatre affûts doubles de canons antiaériens de 25 mm Type 96, sous licence Hotchkiss. Les 12 tubes lance-torpilles fixes de 610 mm, en deux groupes de 3, de chaque bord dans la coque à hauteur du pont principal, ont été remplacés par deux plates-formes quadruples orientables installées sur le pont supérieur. Ces modifications ont conduit à un accroissement du déplacement qui a atteint 13 380 tonnes mais à une période où l'empire du Japon n'était plus lié par les limites maximales de déplacement stipulées par le traité de Washington. Le maitre-bau ayant été porté à 20,73 m et le tirant d'eau à 6,32 m, la vitesse maximale en est trouvée réduite à 33¾ nœuds.
Une seconde refonte en 1940 a conduit à ajouter deux nouvelles plates-formes lance-torpilles quadruples, et à accroitre la Défense Contre Avions de quatre affûts triples et deux affûts doubles de 25 mm type 96.

## Service
Après la revue navale du 4 décembre 1928, le Nachi retourne à l'arsenal de Kure pour une mise au point définitive. Il rejoint la flotte en avril 1929. En 1932, la 4e division de croiseurs contribue au transport de troupes japonaises, à la suite de l'incident du 28 janvier 1932, à Shanghaï.
Les quatre croiseurs de la classe Myōkō constituent à l'origine la 4e division de croiseurs. À l'entrée en service des croiseurs de la classe Takao, la 4e division est reclassée 5e division.

### Avant la guerre du Pacifique
En août 1937, pendant la seconde guerre sino-japonaise, les quatre croiseurs de la classe Myōkō et le Maya ont pris part à un débarquement dans l'archipel de Zhoushan, à proximité de Shanghai. En mai 1938, le Myōkō a participé à l'assaut amphibie - contre Amoy (en).

### En mer de Java
Le contre-amiral Takagi nommé, le 6 septembre 1941, commandant de la 5e Division de Croiseurs, transfère sa marque sur le Myōkō, lorsque l'Ashigara est détaché comme navire-amiral de la 3e Flotte, et ira participer à l'invasion du nord des Philippines. Les trois autres croiseurs de la 5e Division ont pris part aux attaques au sud des Philippines (débarquements de Legaspi, le 11 décembre, Davao, le 19 et 20 décembre et Jolo, le 24 décembre). Devenu le navire amiral de la 5e Division de Croiseurs après que le Myōkō a été endommagé, début janvier, par un bombardement aérien américain devant Davao, le Nachi participe, en janvier et février 1942, avec le Haguro, à la couverture des débarquements dans les Célèbes, Ambon et Timor.
Pour l'attaque japonaise des Indes orientales néerlandaises, une bataille décisive contre les forces navales du Commandement Américain-Britannique-Hollandais et Australien, connu par son acronyme en langue anglaise ABDACOM, a eu lieu le 27-28 février 1942, dans la mer de Java. L'escadre du contre-amiral néerlandais Doorman, qui comptait alors deux croiseurs légers néerlandais (HNLMS De Ruyter et HNLMS Java), et avait reçu le renfort des croiseurs lourds HMS Exeter et USS Houston, a affronté les navires des 4e, 5e, et 7e Divisions de Croiseurs japonais, c'est-à-dire des croiseurs lourds des classes Takao, Myōkō et Mogami. Tous ces navires étaient mieux armés, avec 10 canons de 203 mm que les croiseurs lourds alliés qui ne pouvaient alors en aligner que six chacun. Dans l'après-midi du 27 février, le HMS Exeter a été touché, et incendié, par le Nachi. Protégé par deux destroyers, dont l'un a été coulé, le petit croiseur lourd britannique a subi l'attaque de croiseurs légers mais a réussi à rejoindre Surabaya. Plus tard dans la nuit, les deux croiseurs néerlandais restants, ont été torpillés et coulés, avec plus de 800 morts, à quelques minutes d'intervalle, le HNLMS Java par le Nachi, et le HNLMS De Ruyter par le Haguro. Le lendemain, 1er mars , les deux croiseurs japonais repèrent le HMS Exeter qui sera coulé avec son escorte, dans la deuxième bataille de la mer de Java par les deux autres croiseurs de la 5e Division.
Début mars, le contre-amiral Takagi remet sa marque sur le Myōkō, le Nachi étant détaché comme navire amiral des forces navales opérant dans le Pacifique nord.
.

### Dans le Pacifique nord
Fin avril, à Ōminato, le vice-amiral Boshirō Hosogaya, Commandant-en-Chef de la 5e Flotte, met sa marque sur le Nachi.
En même temps que se déroulait, au début de juin 1942, l'attaque contre l'île de Midway, une puissante force navale était lancée dans le Pacifique Nord, contre les îles Aléoutiennes. La 5e Flotte du vice-amiral Hosogaya avec trois croiseurs lourds Nachi, Maya et Takao, et la 2e escadre de porte-avions (Ryūjō et Jun'yō ) du contre-amiral Kakuta. Ils constituaient le Groupe d'attaque des îles Aléoutiennes, pour débarquer sur les îles Kiska et Attu, qui devaient être occupées par une Force d'occupation des îles Aléoutiennes, comprenant trois croiseurs légers aux ordres du contre-amiral Ōmori. La 2e Division de Cuirassés, les Ise, Hyuga, Fusō et Yamashiro et deux croiseurs légers, constituaient le Groupe de soutien du Pacifique Nord, aux ordres du vice-amiral TakasuCe fut la seule attaque lancée par les Japonais contre un territoire des États-Unis, sur le continent américain. Cette opération n'était sans doute pas seulement une opération de diversion, comme on la présente parfois, mais elle correspondait à un souci stratégique d'assurer la sûreté du flanc nord du dispositif japonais dans l'Océan Pacifique. Sur un plan tactique, elle a représenté une dispersion du dispositif japonais qui avait besoin d'une concentration maximale dans le Pacifique central.
Le 3 juin 1942, donc la veille de l'affrontement décisif de Midway, les porte-avions du contre-amiral Kakuta ont bombardé Dutch Harbor sur l'île d'Unalaska, dans la partie orientale de îles Aléoutiennes, et ont réitéré le 4 juinIls ont ensuite été rappelés, l'amiral Yamamoto voulant encore croire à la poursuite de l'attaque de Midway. À l'extrémité occidentale de l'arc aléoutien, les forces du vice-amiral Hosogaya ont débarqué sur les îles de Kiska, le 6 juin, et d'Attu, le 7 et les ont occupées. Les Américains ont construit, dès l'été 1942, un aérodrome, sur l'ile d'Adak, à partir duquel ils ont pu bombarder Kiska et Attu, et de son côté, la 5e flotte japonaise a organisé, dans les conditions climatiques polaires de la fin de l'hiver 1942-43, des convois de soutien des garnisons dans ces deux îles.

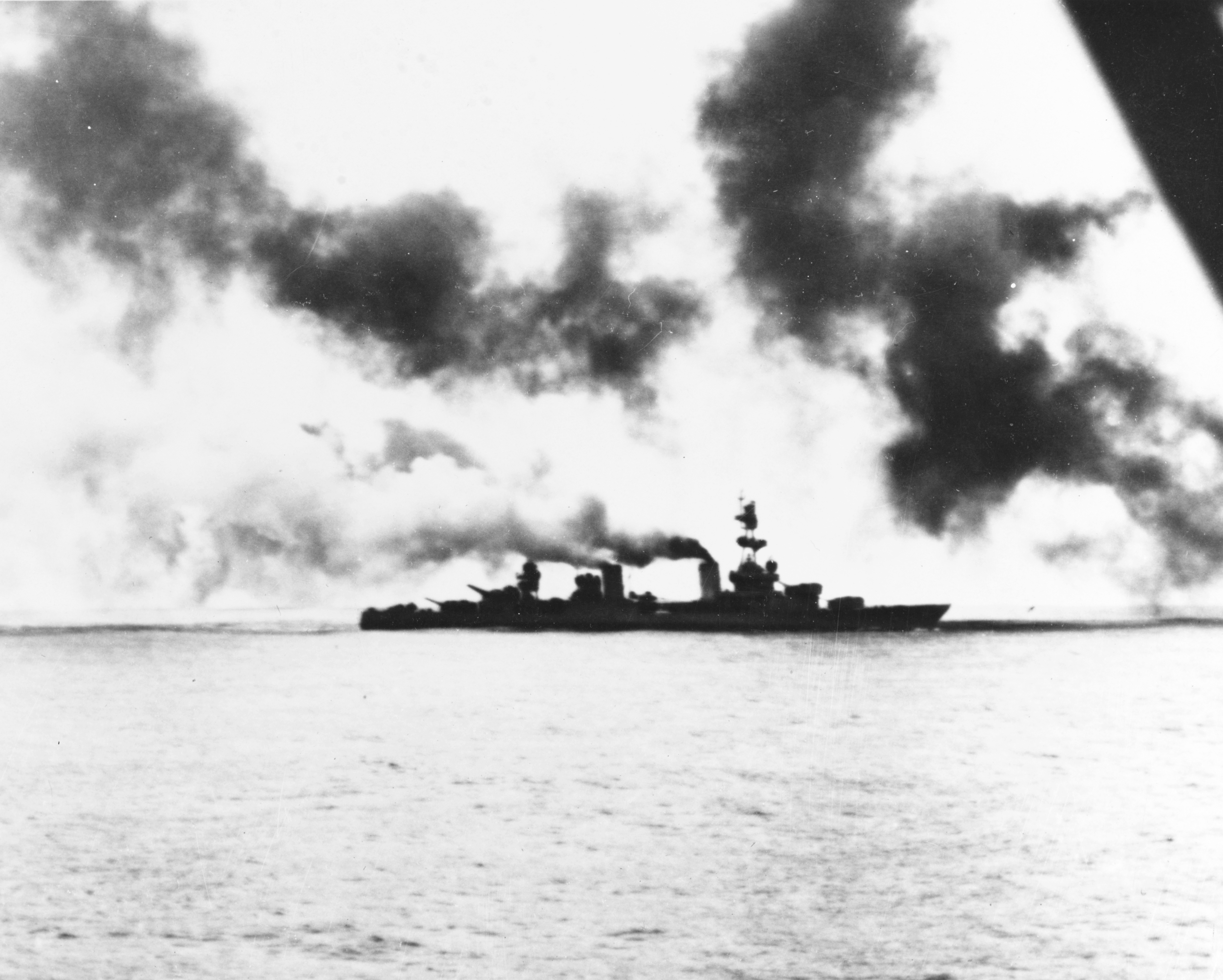
L'), en difficultés, pendant la bataille des îles du Commandeur, le 26/27 mars 1943.

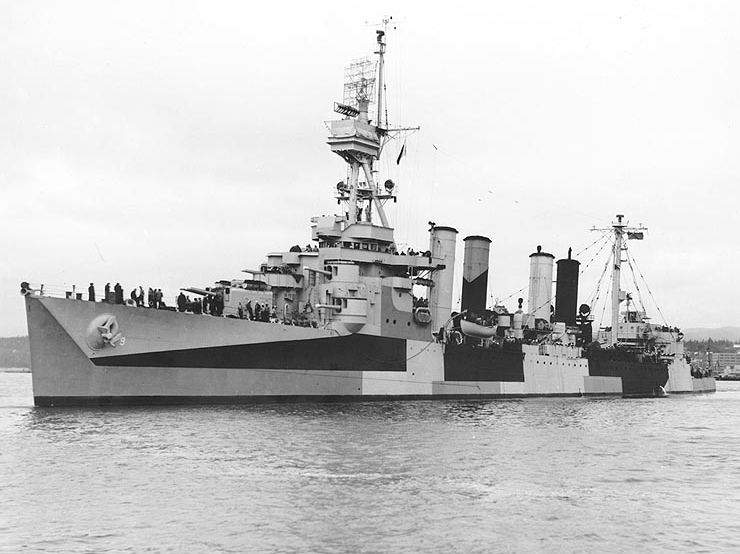
L croiseur léger ancien USS Richmond, en 1944

Ainsi, le 26 mars 1943 (date du fuseau horaire d'Honolulu) ou le 27 (heure locale), une force composée des croiseurs lourds Nachi et Maya, de deux croiseurs légers, et quatre destroyers, aux ordres du vice-amiral Hosogaya, escortait deux navires de transport rapides destinés à l'île de Kiska. Dans les parages des îles du Commandeur, en mer de Béring, à l'est de la péninsule du Kamtchatka, elle a rencontré le Task Group 16.6 commandé par le contre-amiral McMorris, composé d'un croiseur lourd (l'USS Salt Lake City), d'un croiseur léger (l'USS Richmond), navire amiral, et de quatre destroyers. Le vice-amiral Hosogaya a cherché à protéger ses navires de transport. S'ensuivit un combat d'artillerie de quatre heures, où les croiseurs lourds des deux camps ont été endommagés. Le vice-amiral Hosogaya, ne réalisant pas les dégâts sévères que ses navires avaient infligé à l'USS Salt Lake City et craignant qu'un soutien aérien américain ne soit en route, choisit de se retirer ce qui a conduit à une défaite stratégique des Japonais qui abandonnèrent le réapprovisionnement de leurs garnisons aléoutiennes par bateaux et ne le firent ensuite après que par sous-marins. Le 1er avril 1943, le vice-amiral Hosogaya est relevé de son commandement.
En mai 1943, les Américains entreprennent la reconquête d'Attu, elle est effective après un mois de durs combats dans des conditions climatiques difficiles. Le haut-commandement japonais décide d'évacuer Kiska, ce qui est mené à bien sans combats en juin.
En février 1944, le vice-amiral Shima est nommé à la tête de la 5e Flotte, à laquelle l'Ashigara est affecté en renfort.

### Dans le détroit de Surigao
Après la défaite de la bataille des Îles Mariannes, il est prévu, dans le cadre du Plan Sho-Gô, pour la défense des Philippines, que la 5e Flotte constitue une Force d'Attaque de Diversion no 2, avec deux croiseurs lourds, les Nachi et Ashigara et leur escorte, et la 4e Division de Porte-Avions, c'est-à-dire les cuirassés hybrides de porte-avions de la classe Ise, pour opérer avec les porte-avions de la “Force A” du “Corps Principal” aux ordres du vice-amiral Ozawa. Mais la faiblesse du nombre des pilotes expérimentés de l'aviation embarquée japonaise va conduire à confier à l'aviation basée à terre la couverture aérienne des forces à la mer, et réduire les porte-avions à un rôle de leurre, pour attirer les porte-avions rapides américains, et faciliter l'approche des cuirassés qui auront la charge de l'attaque des forces amphibies américaines. D'ultimes ajustements en résultèrent : les deux cuirassés hybrides, Ise et Hyuga, mais sur lesquels il n'y eut aucun avion embarqué, sont finalement restés attachés à l'escadre du vice-amiral Ozawa, le vice-amiral Shima recevant l'ordre d'opérer en coordination avec le vice-amiral Kurita, en entrant dans le golfe de Leyte par le détroit de Surigao. Mais pour autant, il n'a pas pu se coordonner avec les forces que le vice-amiral Kurita a engagées également dans le détroit de Surigao, aux ordres du vice-amiral Nishimura, les dernières dispositions ayant été fixées après que les deux escadres eurent quitté leurs bases respectives.

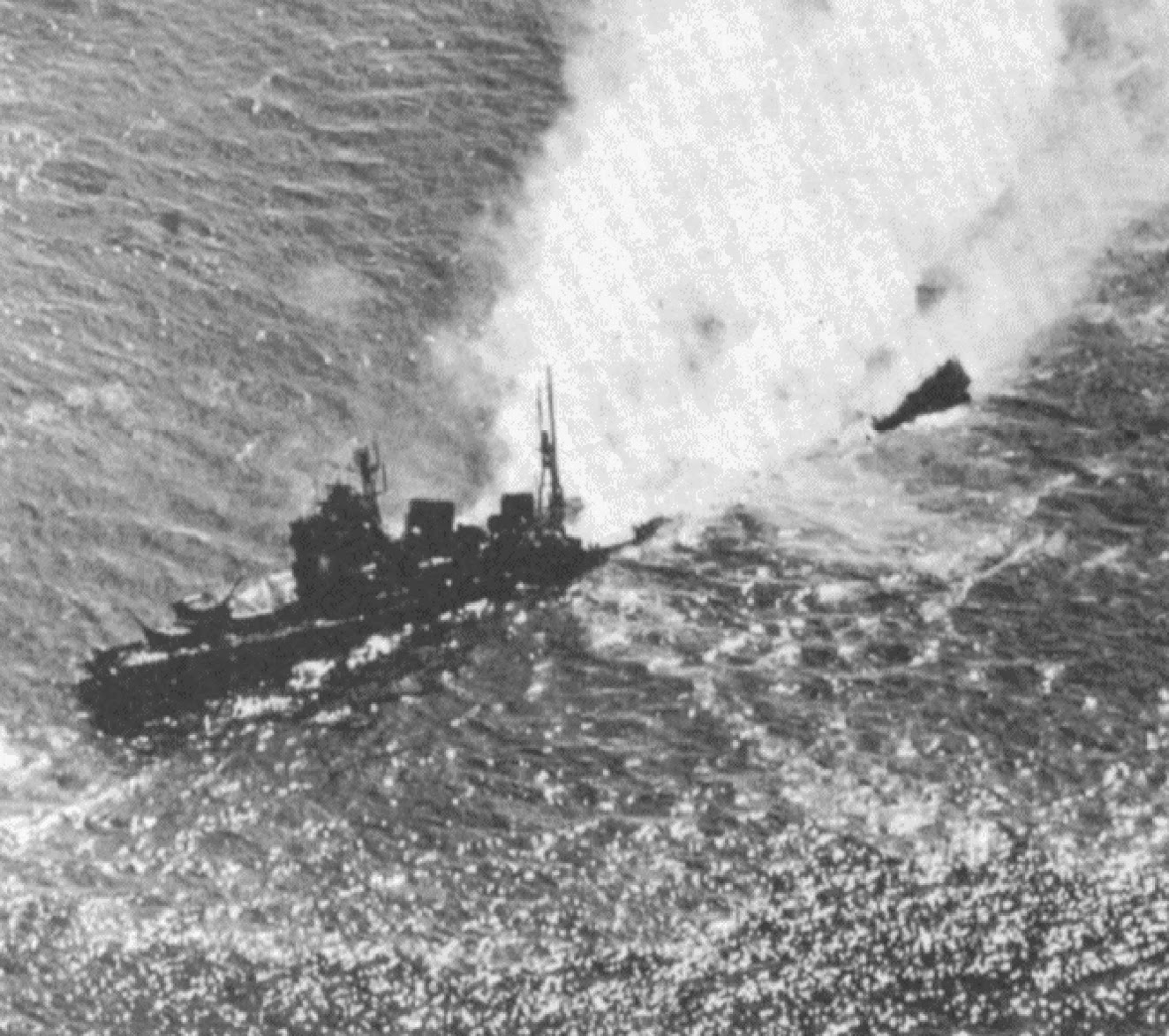
Le Nachi se brise sous les bombes, en baie de Manille, le 5 novembre 1944

La Force de Diversion no 2 du vice-amiral Shima, partie de Kure le 14 octobre, a gagné Bako, dans les Îles Pescadores, à l'ouest de Formose, puis a refait le plein de ses destroyers en baie de Coron, dans les Îles Calamian au nord de Palawan, dans la nuit du 23 octobre, avant de faire route au sud-est, en mer de Sulu, vers le détroit de Surigao Repérée en fin de matinée du 24 octobre, la 5e Flotte a continué son approche sans encombre. Le vice-amiral Shima, qui n'avait eu aucune liaison avec le vice-amiral Nishimura, en raison des consignes de silence radio, mais qui avait pu suivre à la radio les attaques subies par le vice-amiral Kurita en mer de Sibuyan a décidé de forcer l'allure, pour pouvoir prêter main-forte au vice-amiral Nishimura qui ne pouvait plus espérer agir en coordination avec le vice-amiral Kurita. La 5e Flotte a donc débouché, le 25 octobre, vers 3 h du matin, dans le détroit de Surigao. Une attaque des vedettes lance-torpilles américaines a ralenti son croiseur léger, l'Abukuma, mais le vice-amiral Shima a continué d'avancer cap au nord à 28 nœuds, guidé par la lumière de la canonnade, avec ses deux croiseurs lourds, Nachi et Ashigara. Mais les cuirassés du vice-amiral Nishimura avaient déjà disparu et il n'a plus trouvé sur le champ de bataille, qu'un destroyer japonais endommagé, et le Mogami, ne gouvernant plus, avec lequel le croiseur lourd Nachi est entré en collision vers 4 h 30. Ses destroyers ne trouvant, dans la fumée, aucun bâtiment américain, le vice-amiral Shima a fait demi-tour à 4 h 45. Les croiseurs américains, qui s'avançaient pour achever les navires japonais endommagés, ont aperçu l'escadre japonaise se retirant cap au sud à 25 000 mètres, et seul le croiseur léger Abukuma de l'escadre du vice-amiral Shima, déjà endommagé, a finalement été achevé par des bombardiers des US Army Air Forces.
Revenus à Manille, les bâtiments de la 5e Flotte y ont subi un violent bombardement de l'aviation embarquée de la IIIe Flotte, des USS Ticonderoga et Lexington. Brisé en trois, le Nachi coule, devant Corregidor, sous les yeux du vice-amiral Shima, qui se trouve alors à terre.